# Calymmaria tubera
Calymmaria tubera är en spindelart som beskrevs av Ernst Heiss och Draney 2004. Calymmaria tubera ingår i släktet Calymmaria och familjen panflöjtsspindlar. Inga underarter finns listade.